# Comuna Znob-Trubcevska, Seredîna-Buda
Znob-Trubcevska (în ucraineană Зноб-Трубчевська) este o comună în raionul Seredîna-Buda, regiunea Sumî, Ucraina, formată din satele Karpecenkove, Kudoiarove, Liubahove, Ulîțea și Znob-Trubcevska (reședința).

## Demografie
Componența lingvistică a comunei Znob-Trubcevska
     Rusă (98,26%)
     Ucraineană (1,74%)
Conform recensământului din 2001, majoritatea populației comunei Znob-Trubcevska era vorbitoare de rusă (98,26%), existând în minoritate și vorbitori de ucraineană (1,74%).